# Henri Prath
Henri Prath, né le 18 novembre 1847 à Tours et mort le 11 mai 1905 dans cette même ville, est un architecte français.

## Biographie
Henri Jean Louis Prath naît le 18 novembre 1847 vers 8 heures, à Tours (département d'Indre-et-Loire), au domicil parental. Il est le fils de Louis Prath et de Marie Baudouin, mariés l'un à l'autre et alors respectivement âgés de 32 et 23 ans. Il fait ses études d’architecture à Paris dans l’atelier de Louis-Jules André et est élève de première classe de l’École nationale des Beaux-Arts. Il revient ensuite en 1875 se fixer à Tours où il occupe plusieurs fonctions : architecte de l’arrondissement et de la ville de Tours, inspecteur des édifices diocésains, architecte des monuments historiques, expert près les tribunaux, capitaine commandant au 9e régiment d’artillerie territorial, membre de la Société centrale des architectes et de l’Union syndicale des architectes français, ancien président et membre de la Société des architectes de la Touraine. Entre autres édifices, il dresse les plans dans la ville de Tours et le département d’Indre-et-Loire, des Archives départementales à Tours, les Écoles normales de Tours et de Loches, des groupes scolaires à Tours et à Château-Renault et, en dehors de ces travaux, un concours dans l’étude et la restauration des monuments classés de la région. Il décède le 11 mai 1905, vers 4 heures, à Tours, en son domicile sis 8 quai de la Poissonerie. Ses obsèques sont célébrées le 13 dans la même ville.

## Distinctions
- Officier de l'Instruction publique (1892)[2],[4]